# جيرالد إيرلي
جيرالد إيرلي (بالإنجليزية: Gerald Early) هو صحفي ومؤلف وشاعر أمريكي، ولد في 21 أبريل 1952 في فيلادلفيا في الولايات المتحدة.